# Monte Lowe
Il Monte Lowe è una montagna caratterizzata da due vette, la più alta delle quali si innalza fino a 990 m, situata nel lato meridionale della bocca del Ghiacciaio Blaiklock, nella parte occidentale della Catena di Shackleton, nella Terra di Coats in Antartide. 
Fu mappato per la prima volta da parte della Commonwealth Trans-Antarctic Expedition (CTAE) nel 1957 e così denominato in onore di Wallace G. Lowe, fotografo della componente transpolare della spedizione nel 1956-58.